# Dan Hester
Dan W. Hester (Mount Vernon, 8 novembre 1948 – Fountain Hills, 30 luglio 2023) è stato un cestista statunitense, professionista nella ABA.

## Carriera
Venne selezionato dagli Atlanta Hawks al secondo giro del Draft NBA 1970 (31ª scelta assoluta).